# Iglesia de San Martín de Porres (Madrid)
La iglesia de San Martín de Porres es un templo parroquial católico levantado en el siglo XX en el distrito de Hortaleza (Madrid, España). El templo está situado en la zona de la UVA de Hortaleza y comprende los barrios de la propia UVA, Parque de Santa María y Virgen del Carmen. Eclesiásticamente, pertenece a la vicaría I de la archidiócesis de Madrid.

## Historia
A mediados del siglo XX, la creciente urbanización de Madrid propició la construcción de barrios periféricos para albergar a la población inmigrante que buscaba nuevas oportunidades. Entre estas iniciativas destacaban las Unidades Vecinales de Absorción (UVA), concebidas como una solución rápida y económica para combatir el chabolismo. Estas viviendas, de dimensiones reducidas y construidas en bloques que evocaban las tradicionales corralas madrileñas, se erigieron en diversos puntos del extrarradio.
El barrio de Hortaleza fue uno de los que acogió un mayor número de estas unidades habitacionales. Sin embargo, lo que inicialmente se planteó como una medida provisional, pronto se consolidó como un asentamiento estable, superando con creces la capacidad prevista. Con el paso del tiempo, muchas de estas viviendas fueron demolidas para dar paso a edificaciones más modernas y adaptadas a las nuevas necesidades. No obstante, un pequeño núcleo de UVA ha logrado mantenerse en pie, convirtiéndose en un refugio para aquellos que viven al margen de la sociedad. En este enclave marginal se encuentra la parroquia de San Martín de Porres, un espacio que ha servido como punto de referencia para la comunidad y que ha desempeñado un papel fundamental en la atención a las necesidades sociales de sus habitantes. Con el paso del tiempo, estas antiguas viviendas, marcadas por el deterioro y la falta de mantenimiento, han sido ocupadas por personas que buscan un lugar para vivir, a menudo en situaciones económicas precarias. Esta situación ha generado una gran diversidad social en el barrio, reflejando las desigualdades existentes en la ciudad.
En este barrio, marcado por la precariedad, Cáritas desempeña un papel crucial. Sus programas, que abarcan desde la atención básica hasta la formación laboral, generan un impacto significativo en la vida de cientos de personas. La parroquia, con su amplia red de voluntarios, se ha convertido en un punto de encuentro y apoyo para los más vulnerables, ofreciendo no solo asistencia material sino también un espacio de escucha y acompañamiento.

## Templo
Fue consagrado el 15 de marzo de 1965 por el arzobispo Casimiro Morcillo González, poco tiempo después de la creación de la Unidad Vecinal de Absorción de Hortaleza (U.V.A.).
El edificio es de planta rectangular, con una nave diáfana de unos 1500 m², una capilla y una zona de coro. El altar mayor está presidido por un gran mural de mosaicos en el que se encuentra clavado un Cristo de hierro y cemento. A ambos lados, hay vidrieras de colores y, delante de ellas, a la derecha está la imagen de San Martín de Porres y a la izquierda una de la Virgen María, coronada con siete estrellas. Completa la imaginería de la parroquia, una Virgen del Rocío.